# Kögel Trailer
Die Kögel Trailer GmbH mit Sitz in Burtenbach wurde 1934 von Franz Xaver Kögel gegründet und ist heute ein Hersteller von Sattelaufliegern, LKW-Anhängern und Wechselaufbauten. Das Unternehmen unterhält Betriebsstätten und Tochtergesellschaften an 13 Standorten in neun europäischen Ländern. Hauptproduktionsstandort ist im bayerischen Burtenbach.

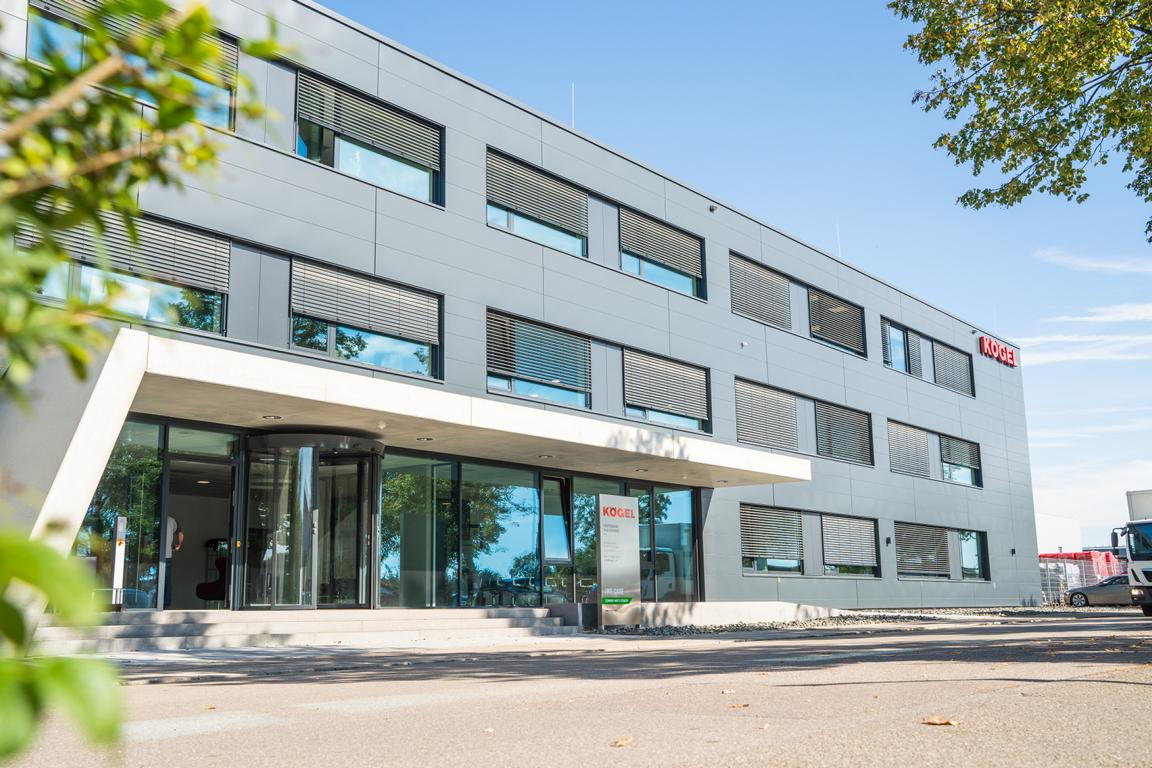
Haupteingang des Firmensitzes

## Geschichte

### Gründung und Zweiter Weltkrieg
Franz Xaver Kögel übernahm am 1. Mai 1934 die kleine Wagnerei seines Lehrherren in Neu-Ulm. 1937 übersiedelte Kögel nach Ulm in die Blaubeurer Straße.
Während des Zweiten Weltkrieges wurde 1944 die Produktionsstätte in der Blaubeurer Straße fast vollständig zerstört.

### Nach 1945
Im ehemaligen Heereszeugamt baute Kögel 1945 erneut eine Produktionsstätte auf.
Den Schritt vom Handwerks- zum Industriebetrieb vollzog Kögel 1956 mit der Produktionsaufnahme in den neu erbauten Fertigungshallen im Industriegebiet Donautal
1962 gründete Kögel im badischen Karlsdorf in der Nähe von Bruchsal das „Werk 2“ für die Herstellung von Isolieraufbauten und -anhängern.
„Werk 3“ entstand 1967 mit der Übernahme der Fahrzeugbau Wilhelm Seibel im hessischen Hanau.
Zusammen mit dem Ingenieur Karl Weinmann gründet Kögel 1969 die KAMAG Transporttechnik.
Kögel erwarb 1973 die FAKA (Fahrzeugwerke Kannenberg) in Bückeburg/Niedersachsen.
Mit der Kamag Corporation of America wurde 1980 ein Stützpunkt in Florida zur Betreuung des amerikanischen Marktes geschaffen.
Kögel übernahm 1984 ein Fahrzeugbauunternehmen in Marz, Burgenland und baute den Standort zur österreichischen Niederlassung „Kögel-Marz Ges.m.b.H.“ aus.
Mit der Firma Jinan Auto Refitting Factory wurde 1989 ein Lizenzvertrag über die Fertigung von Kühlaufbauten geschlossen. 1990 übernahm Kögel im sächsischen Werdau einen großen Teilbereich des ehemaligen volkseigenen Betriebes (VEB) Kraftfahrzeugwerk „Ernst Grube“.
Das ehemalige Stahlbauunternehmen Marcam Kögel S.A. in Polen wurde in Form einer Beteiligung der Kögel-Gruppe 1990 angegliedert und fertigte Fahrzeugkomponenten für die deutschen Werke.
Zu Kögel gehören Werke und Standorte in Ulm, Duingen, Choceň (Tschechien), Verona (Italien), Gallur (Spanien), Kampen (Niederlande), Corcelles-en-Beaujolais (Frankreich), Schärding (Österreich), Padborg (Dänemark) und Moskau (Russland). Der Exportanteil soll nach eigenen Angaben bei rund 80 Prozent (Stand 2022) liegen. Eigentümer ist Ulrich Humbaur, der auch Inhaber des Anhängerherstellers Humbaur ist.

### Aktiengesellschaft und Insolvenz
1991 wurde Kögel zur Aktiengesellschaft. Am 26. Januar 2004 stellte die Kögel Fahrzeugwerke AG in Ulm Antrag auf Eröffnung eines Insolvenzverfahrens. Betroffen waren rund 1.200 Mitarbeiter. Im Verlauf des Jahres erfolgte die Übernahme von Teilen der ehemaligen Aktiengesellschaft durch die Trailer Holding GmbH, München, deren Mitgesellschafter Thomas Haffa war. Es folgte die Gründung der „Kögel Fahrzeugwerke GmbH“, Burtenbach wurde neuer Firmensitz. Andere Teile, z. B. KAMAG und das Werk in Werdau, wurden verkauft. 2006 fertigte die Kögel Fahrzeugwerke GmbH mit etwa 1.000 Mitarbeitern rund 12.000 Fahrzeuge pro Jahr. Mehr als zwei Drittel wurden ins europäische Ausland geliefert. 2007 wurde ein Umsatz von 450 Mio. Euro und Jahresproduktion von 24.000 Fahrzeugen erzielt.

### Erneute Insolvenz und Übernahme durch Ulrich Humbaur
Am 3. August 2009 stellte die Kögel Fahrzeugwerke GmbH einen Insolvenzantrag. Am 30. Oktober 2009 wurde das Insolvenzverfahren eröffnet und der Wirtschaftsprüfer Arndt Geiwitz aus Neu-Ulm zum Insolvenzverwalter bestellt. Kögel wurde drei Monate nach Eröffnung des Insolvenzverfahrens vom Unternehmer Ulrich Humbaur aus Gersthofen übernommen. Es wurde eine neue Gesellschaft unter der Firma Kögel Trailer GmbH & Co. KG mit Sitz in Burtenbach gegründet. Die Komplementärin Kögel Trailer Verwaltungs-GmbH hat ihren Sitz in Gersthofen. Ulrich Humbaur erwarb Markenrechte und Produktionsanlagen. Es konnten 67 Prozent der Arbeitsplätze erhalten werden. Die neue Führungsmannschaft kommt komplett aus der Humbaur GmbH.

### Konsolidierung

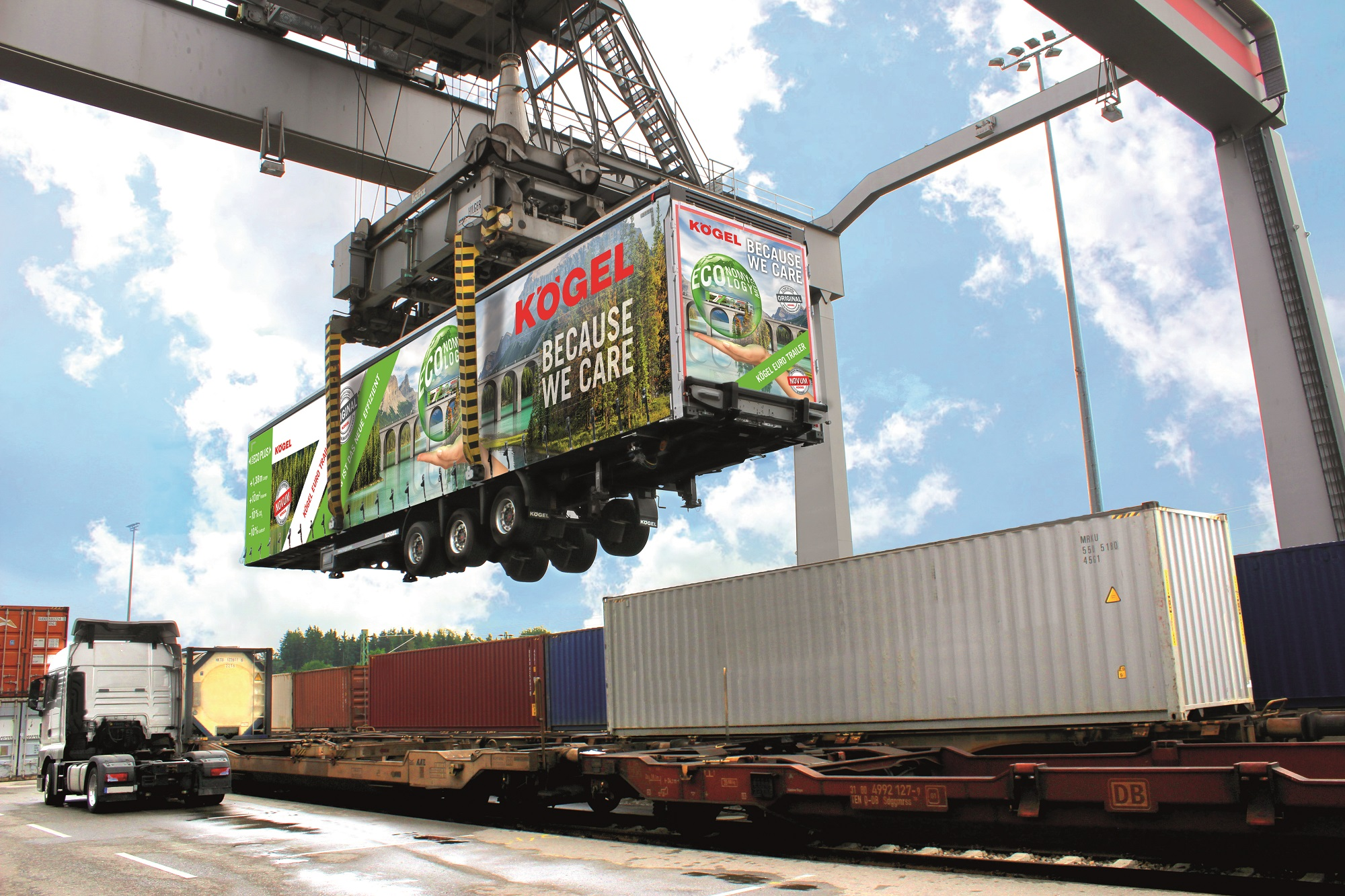
EuroTrailer Cargo Rail

2010 fertigte Kögel 5.000 Einheiten und erwirtschaftet einen Umsatz von etwa 100 Millionen Euro. Kögel erwarb 2012 das Kompetenzzentrum der Kögel PurFerro GmbH & Co. KG für Sandwichpaneelen in Duingen von der European Van Company. Seit dem 10. November 2018 firmiert Kögel als Kögel Trailer GmbH. Laut Eigenangaben soll das Unternehmen 16.750 Fahrzeuge verkauft haben einen Umsatz von 450 Millionen Euro erwirtschaftet haben.